# Baharampur
Baharampur, Berhampur, Barhampur, Berhampore o Barhampore (bengalí বহরমপুর) és una ciutat de Bengala Occidental a l'Índia, capital del districte de Murshidabad a uns 200 km de Calcuta (Kolkata). Està situada a la riba oriental del riu Bhagirathi, afluent del Ganges. Al cens del 2001 figura amb 160.168 habitants. Baharampur (amoneda antigament Berhampore) fou fundada i fortificada el 1757 per la Companyia Britànica de les Índies Orientals just després de la batalla de Plassey, el juny de 1757 i fou quarter militar fins al 1870. El 1876 fou constituïda en municipalitat i declarada capital del districte de Murshidabad. El 25 de febrer de 1857 va tenir lloc a la ciutat la primera revolta dels sipais, dominada per la ferma actitud del seu oficial. El 1901 incloïa l'antiga factoria de Kasimbazar i tenia 24.397 habitants.

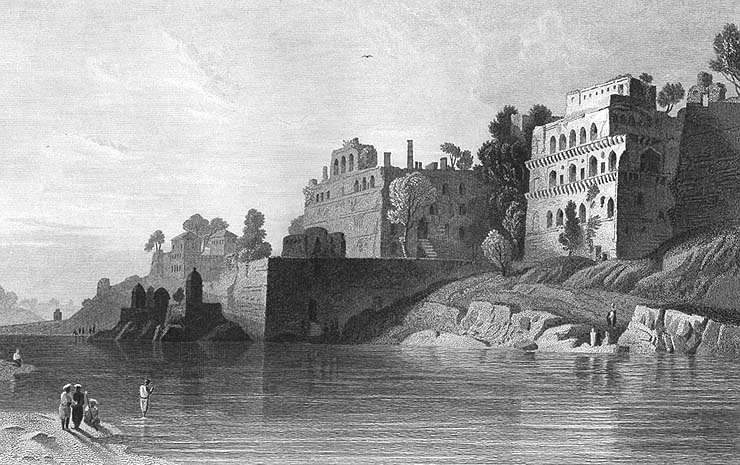
Fort a Baharampur, vers 1850